# Mohammed El Mokri
Mohammed El-Mokri, Mokri, Makri ou Maqri (1844 ou 1850 à Oujda ; 9 septembre 1957 à Rabat) est un homme d'État, haut fonctionnaire et diplomate marocain. De 1911 à 1955, sous les protectorats français et espagnol, il a été le dernier à occuper la charge de grand vizir du Maroc.

## Biographie
Mohammed El-Mokri, fils de Abdeslam El-Mokri, issu d'une famille algérienne originaire de Tlemcen ayant fui le colonialisme français et qui s'est installée à Oujda, fut le secrétaire particulier des sultans Mohammed IV et Hassan Ier. En 1869, il représenta le sultan du Maroc lors de l'ouverture du canal de Suez. En 1906, le sultan Abdelaziz ben Hassan envoya Mohammed El Mokri comme représentant à la conférence d'Algésiras. La délégation plénipotentiaire était menée par Mohammed El Torrès, mais c'est El Mokri qui prit la part la plus active dans les négociations.
En 1908, le nouveau sultan Moulay Hafid le nomma ministre des Finances, puis en 1911, l'éleva au rang de grand vizir.
En 1912, le sultan Moulay Hafid se heurta frontalement avec la puissance française, il signa, bien malgré lui, le traité de Fès, qui instaure officiellement le protectorat français au Maroc, et préféra démissionner aussitôt, en prétextant, en accord avec les autorités françaises, des problèmes de santé. La question de la succession de Moulay Hafid fut confiée à son frère, Moulay Youssef, qui lui succèda. Un choix qui eut l'agrément du général Hubert Lyautey. Le lendemain de l'embarquement de Moulay Hafid pour la France, le grand vizir Mohammed El Mokri réunit au Palais royal de Rabat, le 13 août 1912, tous les membres du Makhzen pour leur faire communication de l'acte d'abdication de Moulay Hafid. L'assemblée des Makhzen avalisa la désignation de Moulay Youssef comme sultan. Alors fut envoyé partout l'ordre de proclamer la nouvelle et d'envoyer l'acte d'hommage.
Sous le protectorat, Mohammed El Mokri entretenait d'étroites relations sociales et politiques avec les Khalifa du Maroc espagnol.
Il sera écarté du poste de grand vizir de 1913 à 1917 au profit de M'hammed El Guebbas, soutenu en cela par le véritable homme fort du Makhzen et grand rival d'El-Mokri, le Hajib (grand chambellan) Thami Ababou (cf. Familles anciennes de Fès). 
En 1951, Mohammed El Mokri fut invité à participer au gouvernement de Mohammed V. En 1953, la France déposa le sultan Mohammed V et plaça à la tête du protectorat marocain Mohammed ben Arafa. Ce dernier fit arrêter El-Mokri, mais, face à l'impopularité de ben Arafa, les autorités françaises renoncèrent bientôt à maintenir ce dernier au pouvoir. En 1955, Gilbert Grandval, qui venait d'être nommé résident général de France à Rabat, décida de rencontrer le grand vizir Mohammed El-Mokri. Ce dernier, juste libéré des geôles marocaines, s'envola pour la France où il rencontra, à Vichy, Gilbert Grandval. El-Mokri fit comprendre à Grandval que ben Arafa était prêt à partir face à l'agitation populaire qui s'étendait à travers le protectorat marocain. La question du trône fut posée. Les discussions permirent d'envisager le retour triomphal de Mohammed V le 16 novembre 1955. La même année, Mohammed El Mokri se retira de la vie politique. Il mourut deux ans plus tard, le 9 septembre 1957 à Rabat.

## Références

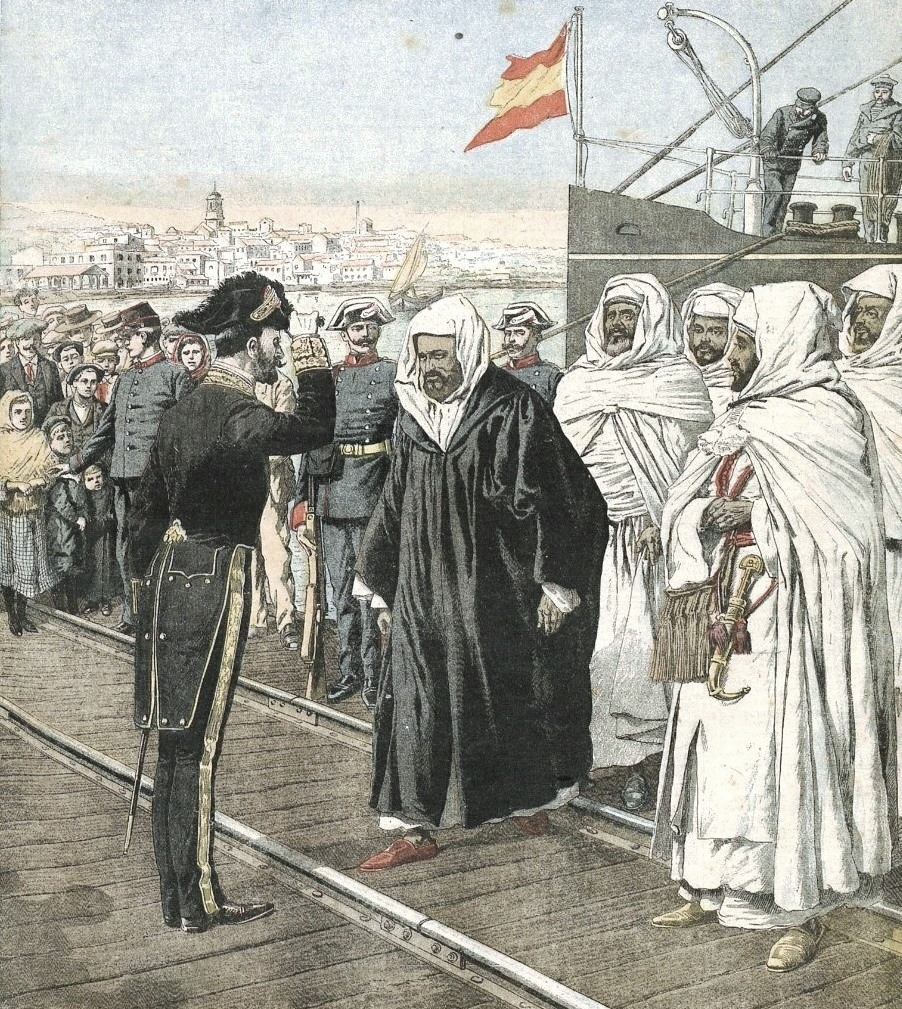
Arrivée des ambassadeurs marocains à Algésiras en 1906.